# MTSAT-1
O MTSAT-1 foi um satélite de comunicação, meteorológico e de navegação geoestacionário japonês construído pela Space Systems/Loral (SS/L). Ele era para ter sido operado pelo Ministério de terras, infraestrutura, transporte e turismo (MLIT) e pela Agência Meteorológica do Japão (JMA). O satélite foi baseado na plataforma LS-1300 e sua expectativa de vida útil era de 10 anos. O mesmo foi perdido devido há uma falha do veículo de lançamento durante o processo do seu lançamento.

## Lançamento
O satélite foi lançado ao espaço no dia 15 de novembro de 1999, por meio de um veículo H-2S a partir do Centro Espacial de Tanegashima. Ele tinha uma massa de lançamento de 2900 kg.